# Bredasdorp
Bredasdorp – miasto w Republice Południowej Afryki, w prowincji Przylądkowej Zachodniej.
Miasto leży w krainie Overberg, 69 km na południowy zachód od Swellendam, w regionie rolniczym. Zostało założone w roku 1838 i nazwane nazwiskiem burmistrza Kapsztadu, Michiel van Breda.